# Wiesenau (Hattmatt)
Wiesenau ist eine Wüstung in der französischen Gemeinde Hattmatt im Unterelsass.

## Geschichte
Das Dorf Wiesenau („Wiesentowe“) gehörte als Lehen des Bischofs von Metz den Herren von Lichtenberg, nachdem sie die Hälfte des Dorfes 1372 von den Herren von Wilsperg und 1384 ein weiteres Viertel von Johann von Kirkel gekauft hatten. Der Zehnt in Wiesenau stand den Herren von Lichtenberg gemeinsam mit den Klöstern Selz und Maursmünster zu.
Die Herren von Lichtenberg ordneten Wiesenau dem Amt Buchsweiler zu, das am Anfang des 14. Jahrhunderts als Amt der Herrschaft Lichtenberg entstand. 1354 erhielt die außereheliche Tochter von Johann II. (Hannemann) von Lichtenberg (1317 – † 1366), Agnes, bei ihrer Heirat mit dem Ritter Götz von Grostein unter anderem Einkünfte aus Wiesenau als Teil ihrer Aussteuer.
Schon im 15. Jahrhundert wird der Ort nicht mehr genannt und war damals wüst gefallen. Seine Gemarkung wurde später dem Dorf Hattmatt zugerechnet.